# Кашина Валера (Милано)
Кашина Валера је насеље у Италији у округу Милано, региону Ломбардија.
Према процени из 2011. у насељу је живело 241 становника. Насеље се налази на надморској висини од 150 м.